# America’s Carriers Telecommunication Association
Die America’s Carriers Telecommunication Association (ACTA) war ein Zusammenschluss von 160 kleineren Telefongesellschaften in den Vereinigten Staaten. Nach mehreren Fusionen und Namensänderungen ist ACTA inzwischen in der Lobbyorganisation INCOMPAS mit Sitz in Washington, DC, aufgegangen.
Die ACTA geriet im März 1996 in die Medien, als bei der FCC eine Überprüfung beantragt wurde, nach der die Hersteller von Internet-Telefonie-Software sowie die Internet Service Provider (ISPs) als Carrier behandelt werden sollten.